# 索恩河畔梅尔塞
索恩河畔梅尔塞（法語：Mercey-sur-Saône，法語發音：[mɛʁsɛ syʁ son]）是法国上索恩省的一个市镇，属于沃苏勒区。

## 地理
索恩河畔梅尔塞（47°32'13"N, 5°43'49"E）面积7.69 平方千米，位于法国勃艮第-弗朗什-孔泰大區上索恩省，该省份为法国东部内陆省份，北起顺时针与孚日省、贝尔福地区省、杜省、汝拉省、科多尔省和上马恩省接壤。
与索恩河畔梅尔塞接壤的市镇（或旧市镇、城区）包括：欧泰、博热-圣瓦利耶-皮埃尔瑞和基特尔、瑟沃-莫泰。

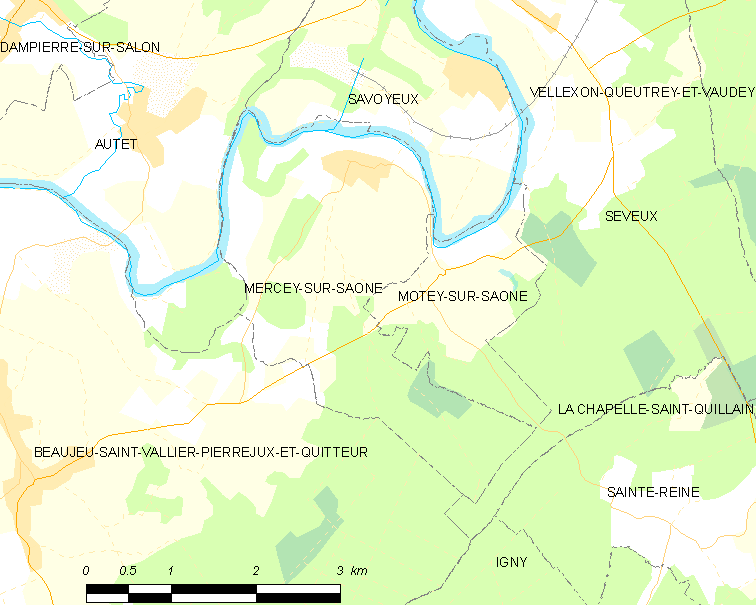
索恩河畔梅尔塞的OSM定位图

索恩河畔梅尔塞的时区为UTC+01:00、UTC+02:00（夏令时）。

## 行政
索恩河畔梅尔塞的邮政编码为70130，INSEE市镇编码为70342。

## 政治
索恩河畔梅尔塞所属的省级选区为索恩河畔塞和圣阿尔班县。

## 人口

1962-2008年间索恩河畔梅尔塞人口变化图示

索恩河畔梅尔塞于2022年1月1日时的人口数量为130人。